# Microscopy Masters

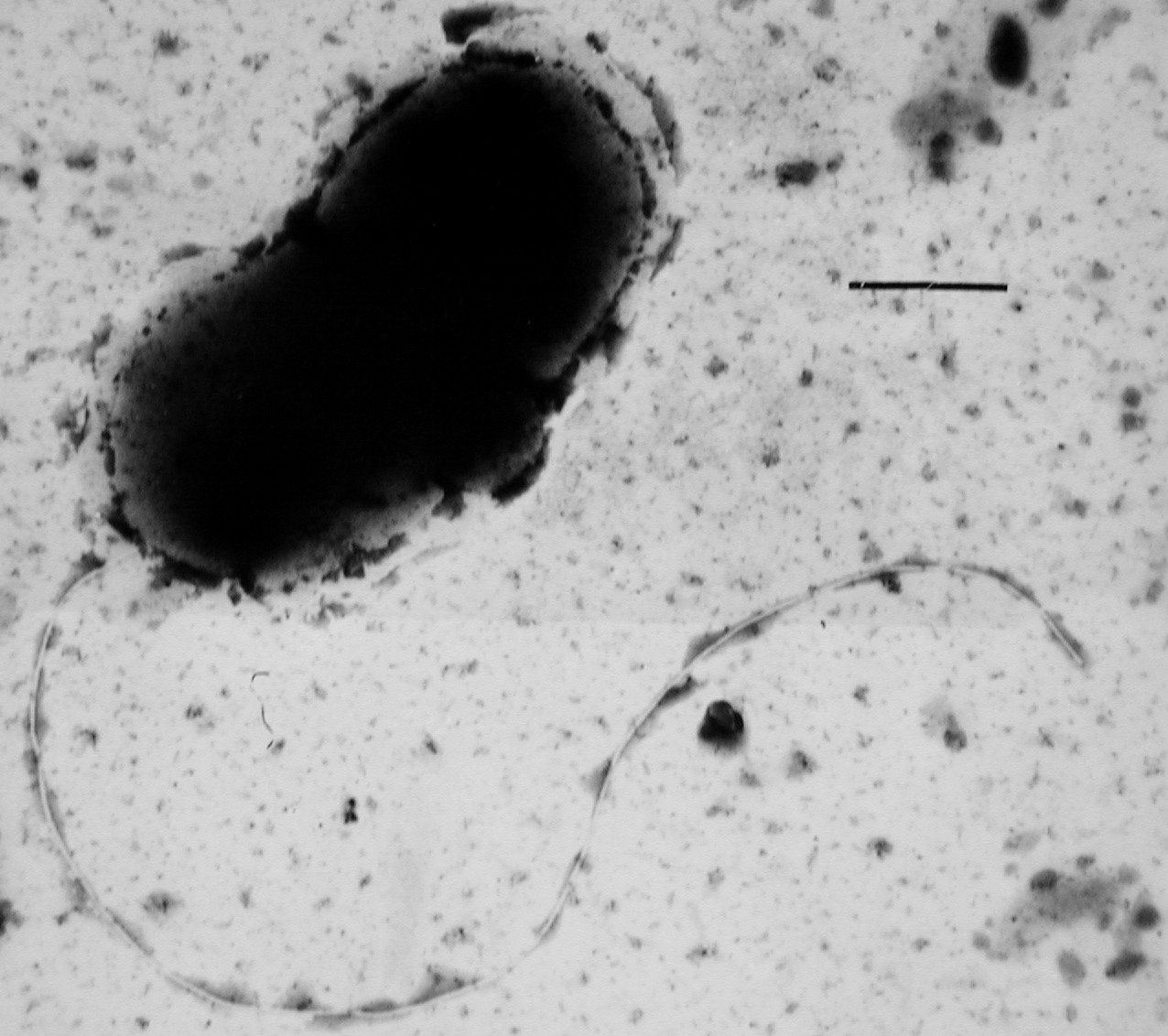
micrografia eletrônica de transmissão de bactéria; Desulfovibrio vulgaris bar = 0,5.

Microscopy Masters, "Mestres da microscopia", que é parte da plataforma de ciência cidadã, Zooniverse, é uma colaboração que recruta voluntários e esperam utilizar o poder do olho humano para fazer o primeiro passo necessário de vasculhar fotos para encontrar as moléculas de proteína e pegar partículas, neste caso escolhendo proteínas de proteassoma de micrografias tiradas com um dos mais poderosos microscópios eletrônicos